# Filmfare Awards (1966)
13-я церемония награждения Filmfare Awards прошла в 1966 году, в городе Бомбей. На ней были отмечены лучшие киноработы на хинди, вышедшие в прокат до конца 1965 года.

## Список лауреатов и номинантов

### Основные премии
| Категории                         | Фото лауреатов    | Лауреаты и номинанты                                              | Фильмы                                                      | Роли                                                        |
| --------------------------------- | ----------------- | ----------------------------------------------------------------- | ----------------------------------------------------------- | ----------------------------------------------------------- |
| Лучший фильм                      | Лучший фильм      | • «Haqeeqat» (реж. Четан Ананд, прод. комп. Himalaya Films)       | • «Haqeeqat» (реж. Четан Ананд, прод. комп. Himalaya Films) | • «Haqeeqat» (реж. Четан Ананд, прод. комп. Himalaya Films) |
| Лучший фильм                      | Лучший фильм      | • «Любовь в Гималаях» (реж. Виджай Бхатт, прод. Шанкербхай Бхатт) |                                                             |                                                             |
| Лучший фильм                      | Лучший фильм      | • «Испытание временем» (реж. Яш Чопра, прод. Б. Р. Чопра)         |                                                             |                                                             |
| Лучшая режиссёрская работа        |                   | • Четан Ананд                                                     | «Haqeeqat»                                                  | «Haqeeqat»                                                  |
| Лучшая режиссёрская работа        | • Рамананд Сагар  | «Любовь в Кашмире»                                                | «Любовь в Кашмире»                                          |                                                             |
| Лучшая режиссёрская работа        | • Яш Чопра        | «Испытание временем»                                              | «Испытание временем»                                        |                                                             |
| Лучшая мужская роль               |                   | • Радж Кумар                                                      | «Тени»                                                      | Моти                                                        |
| Лучшая мужская роль               | • Раджендра Кумар | «Любовь в Кашмире»                                                | Гопал                                                       |                                                             |
| Лучшая мужская роль               | • Сунил Датт      | «Семья»                                                           | Говинд Лал                                                  |                                                             |
| Лучшая женская роль               |                   | • Мала Синха                                                      | «Любовь в Гималаях»                                         | Пхулва                                                      |
| Лучшая женская роль               | • Мина Кумари     | «Тени»                                                            | Мадхави                                                     |                                                             |
| Лучшая женская роль               | • Садхана         | «Испытание временем»                                              | Мина Миттал                                                 |                                                             |
| Лучшая мужская роль второго плана |                   | • Мехмуд                                                          | «Мистерия»                                                  | дворецкий                                                   |
| Лучшая мужская роль второго плана | • Радж Кумар      | «Тени»                                                            | Моти                                                        |                                                             |
| Лучшая мужская роль второго плана | • Радж Кумар      | «Испытание временем»                                              | Раджу                                                       |                                                             |
| Лучшая женская роль второго плана |                   | • Хелен                                                           | «Мистерия»                                                  | Мисс Китти                                                  |
| Лучшая женская роль второго плана | • Падмини         | «Тени»                                                            | Бхану                                                       |                                                             |
| Лучшая женская роль второго плана | • Шашикала        | «Любовь в Гималаях»                                               | доктор Нита Верма                                           |                                                             |
| Лучший сюжет                      |                   | • Ахтар Мирза                                                     | «Испытание временем»                                        | «Испытание временем»                                        |
| Лучший сюжет                      | • Гульшан Нанда   | «Тени»                                                            | «Тени»                                                      |                                                             |
| Лучший сюжет                      | • Рамананд Сагар  | «Любовь в Кашмире»                                                | «Любовь в Кашмире»                                          |                                                             |

### Музыкальные премии
| Категории               | Фото лауреатов     | Лауреаты и номинанты | Фильмы              | Песни                 |
| ----------------------- | ------------------ | -------------------- | ------------------- | --------------------- |
| Лучшая музыка к песне   |                    | • Кальянджи-Ананджи  | «Любовь в Гималаях» | «Любовь в Гималаях»   |
| Лучшая музыка к песне   | • Рави             | «Семья»              | «Семья»             |                       |
| Лучшая музыка к песне   | • Шанкар-Джайкишан | «Любовь в Кашмире»   | «Любовь в Кашмире»  |                       |
| Лучшие слова к песне    |                    | • Хасрат Джайпури    | «Любовь в Кашмире»  | «Aji Rooth Kar Kahan» |
| Лучшие слова к песне    | • Индивар          | «Любовь в Гималаях»  | «Ek Tu Na Mila»     |                       |
| Лучшие слова к песне    | • Раджендра Кришан | «Семья»              | «Tumhi Mere Mandir» |                       |
| Лучший закадровый вокал |                    | • Лата Мангешкар     | «Любовь в Гималаях» | «Ek Tu Na Mila»       |
| Лучший закадровый вокал | • Лата Мангешкар   | «Семья»              | «Tumhi Mere Mandir» |                       |
| Лучший закадровый вокал | • Мохаммед Рафи    | «Тени»               | «Chu Lene Do»       |                       |

## Технические награды
| Категории                            | Лауреаты и номинанты              | Фильмы               |
| ------------------------------------ | --------------------------------- | -------------------- |
| Лучший диалог                        | • Ахтар уль-Иман                  | «Испытание временем» |
| Лучший монтаж                        | • Пратап Даве                     | «Любовь в Гималаях»  |
| Лучшая операторская работа           | • Рамачандра (чёрно-белое кино)   | «Yaadein»            |
| Лучшая операторская работа           | • Дхарам Чопра (цветное кино)     | «Испытание временем» |
| Лучшая работа художника-постановщика | • М. С. Сатхью (чёрно-белое кино) | «Haqeeqat»           |
| Лучшая работа художника-постановщика | • С. С. Самел (цветное кино)      | «Мистерия»           |
| Лучший звук                          | • М. Суратвала                    | «Yaadein»            |

## Наибольшее количество номинаций и побед
- «Испытание временем» – 7 (5)
- «Любовь в Гималаях» – 7 (2)
- «Тени» – 6 (2)
- «Любовь в Кашмире» – 5 (0)
- «Семья» – 4 (4)